# Sierra Cabrilla
Sierra Cabrilla es una formación montañosa del centro-oeste de la provincia de Málaga, en Andalucía, España. También es conocida como sierra Blanquilla debido a que su máxima cumbre se llama cerro de la Blanquilla o pico Blanquilla. Está situada entre los términos municipales de Yunquera, El Burgo y Casarabonela, al noroeste del parque natural de la Sierra de las Nieves. No forma parte del mismo, pero sí de la reserva de la biosfera de la Sierra de las Nieves y las ZEPA y ZEC a ella asociada. 

## Topografía
Junto con la vecina sierra Prieta es parte de un mismo conjunto montañoso aislado y abrupto que se alza por encima de los 1.500 m s. n. m. Litológicamente sierra Cabrilla está constituida por calizas y margas del Jurásico y dolomías del Triásico. La parte más alta de la sierra es una meseta de forma rectangular con afloramientos calizos y pastizal correspondientes a un lapiaz poco desarrollado y algunas dolinas. 

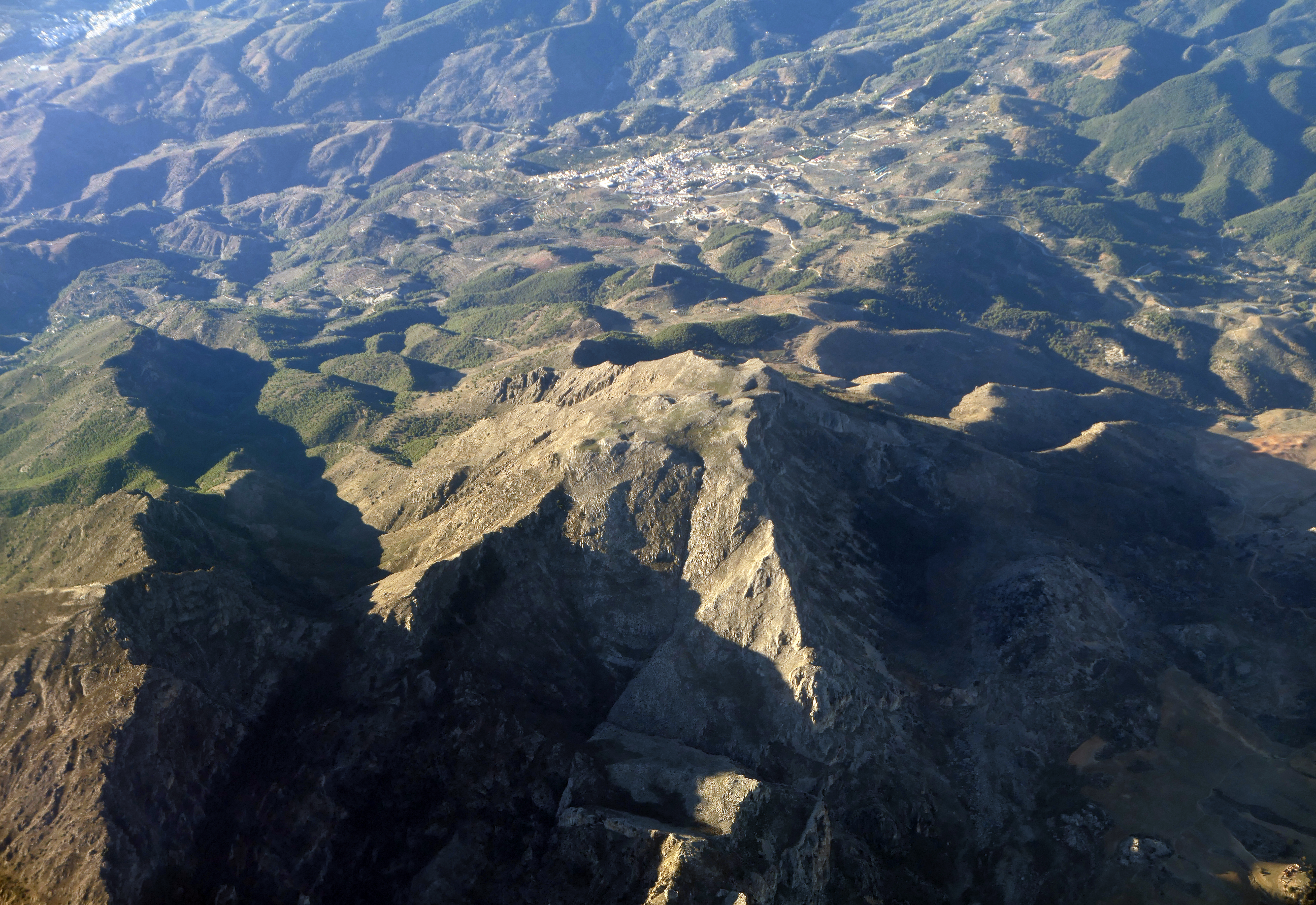
Vista aérea de la sierra, con Yunquera al fondo

Desde sierra Cabrilla desciende el arroyo de la Cañada de Siete Fuentes, que más abajo da lugar al río Jorox, y el arroyo de las Palomas, afluente del río Turón.

## Flora y fauna
Presenta un peculiar terreno rocoso, generalmente poco arbolado. No obstante, se encuentran vestigios de bosques caducifolios, arces, mostajos, cerezos de Santa Lucía, quejigos y pinsapos de repoblación en la umbría de la sierra.
Sobre la fauna cabe señalar la presencia de la araña endémica Macrothele calpeiana y del lepidóptero Euphydryas aurinia, que fueron citadas en un estudio realizado en 2010 en el ámbito de las sierras Prieta y Cabrilla.